# Indice MICEX
L'indice MICEX ou simplement MICEX, est un indice boursier de la bourse de Moscou (la Moscow Interbank Currency Exchange ou MICEX) et se compose des principales capitalisations boursières du pays. Il a été créé le 22 septembre 1997 avec une valeur initiale de 100
.
Son code ISIN est RU000A0JP7K5. Son symbole Bloomberg est INDEXCF. Son symbole Reuters est MCX. Et son symbole Yahoo est MICEXINDEXCF.ME.

## Composition

### Au 6 juillet 2011
| Symbole    | Société                    | Poids indiciel | Secteur                    |
| ---------- | -------------------------- | -------------- | -------------------------- |
| AFLT RX    | Aeroflot                   | 0,26 %         | Industrie                  |
| CHMF RX    | Severstal                  | 2,87 %         | Matériaux                  |
| FEES RX    | FGC UES                    | 1,48 %         | Services aux collectivités |
| GAZP RX    | Gazprom                    | 14,53 %        | Énergie                    |
| GMKN RX    | MMC Norilsk Nickel         | 9,94 %         | Matériaux                  |
| HYDR RX    | Federal Hydrogenerating Co | 2,45 %         | Services aux collectivités |
| IUES RX    | Inter RAO                  | 0,45 %         | Services aux collectivités |
| LKOH RX    | Lukoil                     | 14,79 %        | Énergie                    |
| MAGN RX    | Magnitogorsk               | 0,57 %         | Matériaux                  |
| MGNT RX    | Magnit                     | 2,81 %         | Consommation non cyclique  |
| MRKH RX    | IDGC Holding               | 0,81 %         | Services aux collectivités |
| MSNG RX    | Mosenergo                  | 0,3 %          | Services aux collectivités |
| MTSI RX    | Mobile TeleSystems         | 3,62 %         | Télécommunications         |
| NLMK RX    | Novolipetsk Steel          | 1,33 %         | Matériaux                  |
| NOTK RX    | NovaTek                    | 5,77 %         | Énergie                    |
| OGKC RX    | WGC-3                      | 0,22 %         | Services aux collectivités |
| PLZL RX    | Polyus Gold                | 2,19 %         | Matériaux                  |
| PMTL RX    | Polymetal JSC              | 1,31 %         | Matériaux                  |
| RASP RX    | Raspadskaya                | 0,4 %          | Matériaux                  |
| ROSN RX    | Rosneft                    | 5,47 %         | Énergie                    |
| RTKM RX    | Rostelecom                 | 0,2 %          | Télécommunications         |
| SBER03 RX  | Sberbank                   | 12,99 %        | Finance                    |
| SBERP03 RX | Sberbank                   | 1,08 %         | Finance                    |
| SIBN RX    | Gazprom Neft               | 0,45 %         | Énergie                    |
| SNGS RX    | Surgutneftegas             | 3,05 %         | Énergie                    |
| SNGSP RX   | Surgutneftegas             | 1,14 %         | Énergie                    |
| TATN3 RX   | Tatneft                    | 3,73 %         | Énergie                    |
| TRNFP RX   | AK Transneft               | 0,92 %         | Énergie                    |
| URKA RX    | Uralkali                   | 2,71 %         | Matériaux                  |
| VTBR RX    | VTB Bank                   | 2,16 %         | Finance                    |

### Au 5 mars 2014
| Symbole | Société                                     | Poids indiciel |
| ------- | ------------------------------------------- | -------------- |
| AFKS    | AFK SISTEMA                                 | 0,62 %         |
| AFLT    | JSC "AEROFLOT"                              | 0,33 %         |
| AKRN    | Acron                                       | 0,15 %         |
| ALRS    | AC "ALROSA"                                 | 0,33 %         |
| BANE    | OAO ANK "Bashneft'"                         | 0,90 %         |
| BANEP   | OAO ANK "Bashneft'", Pref                   | 1,00 %         |
| CHMF    | Severstal                                   | 1,36 %         |
| DIXY    | DIXY Group                                  | 0,31 %         |
| EONR    | OAO "E.ON Rossiya"                          | 0,58 %         |
| FEES    | "FGC UES"                                   | 1,21 %         |
| GAZP    | GAZPROM                                     | 15,00 %        |
| GMKN    | "OJSC "MMC "NORILSK NICKEL"                 | 4,79 %         |
| HYDR    | JSC "RusHydro"                              | 1,41 %         |
| IRAO    | JSC "INTER RAO UES"                         | 0,86 %         |
| LKOH    | "LUKOIL"                                    | 13,97 %        |
| LSRG    | OJSC LSR Group                              | 0,19 %         |
| MAGN    | OJSC "MMK"                                  | 0,13 %         |
| MGNT    | OJSC "Magnit"                               | 2,22 %         |
| MRKH    | JSC "IDGC Holding"                          | 0,63 %         |
| MSNG    | AO MOSENERGO                                | 0,17 %         |
| MSRS    | MOESK                                       | 0,26 %         |
| MSTT    | OAO "MOSTOTREST"                            | 0,32 %         |
| MTLR    | Mechel OAO                                  | 0,31 %         |
| MTLRP   | Mechel OAO, Pref.                           | 0,34 %         |
| MTSS    | MTS OJSC                                    | 1,26 %         |
| MVID    | Open Joint-Stock Company "Company "M.video" | 0,22 %         |
| NLMK    | NLMK                                        | 1,14 %         |
| NMTP    | PJSC "NCSP"                                 | 0,35 %         |
| NVTK    | JSC "NOVATEK"                               | 3,93 %         |
| OGKB    | JSC "OGK-2"                                 | 0,16 %         |
| PHOR    | PhosAgro                                    | 0,35 %         |
| PHST    | JSC "Pharmstandard"                         | 0,23 %         |
| PIKK    | "PIK Group"                                 | 0,22 %         |
| RASP    | Raspadskaya OJSC                            | 0,19 %         |
| ROSN    | Rosneft                                     | 5,84 %         |
| RTKM    | Rostelecom                                  | 3,03 %         |
| RTKMP   | Rostelecom, Pref.                           | 0,45 %         |
| RUALR   | Rusal, RDR                                  | 0,65 %         |
| SBER    | Sberbank                                    | 14,01 %        |
| SBERP   | Sberbank, Pref                              | 0,99 %         |
| SNGS    | Surgutneftegas                              | 3,49 %         |
| SNGSP   | Surgutneftegas, Pref                        | 1,70 %         |
| SVAV    | Sollers                                     | 0,17 %         |
| TATN    | TATNEFT                                     | 3,01 %         |
| TATNP   | TATNEFT, Pref.                              | 0,34 %         |
| TRNFP   | Transneft, Pref                             | 2,21 %         |
| URKA    | Uralkali                                    | 5,19 %         |
| VSMO    | VSMPO-AVISMA Corporation                    | 0,39 %         |
| VTBR    | JSC VTB Bank                                | 2,97 %         |
| VZRZ    | V.Bank                                      | 0,11 %         |

### Au 17 mars 2017
| Symbole | Société                                     | Poids indiciel |
| ------- | ------------------------------------------- | -------------- |
| AFKS    | AFK SISTEMA                                 | 0,81 %         |
| AFLT    | JSC "AEROFLOT"                              | 0,77 %         |
| AGRO    | ROS AGRO PLC                                | 0,21 %         |
| AKRN    | Acron                                       | 0,23 %         |
| ALRS    | AC "ALROSA"                                 | 2,37 %         |
| BANEP   | OAO ANK "Bashneft'", Pref                   | 0,25 %         |
| CBOM    | CREDIT BANK OF MOSCOW                       | 0,26 %         |
| CHMF    | Severstal                                   | 1,28 %         |
| DIXY    | DIXY Group                                  | 0,15 %         |
| FEES    | "FGC UES"                                   | 0,59 %         |
| GAZP    | GAZPROM                                     | 14,99 %        |
| GMKN    | "OJSC "MMC "NORILSK NICKEL"                 | 4,99 %         |
| HYDR    | JSC "RusHydro"                              | 0,86 %         |
| IRAO    | JSC "INTER RAO UES"                         | 1,25 %         |
| LKOH    | "LUKOIL"                                    | 12,40 %        |
| LSRG    | OJSC LSR Group                              | 0,17 %         |
| MAGN    | OJSC "MMK"                                  | 0,55 %         |
| MFON    | PJSC "MegaFon"                              | 0,62 %         |
| MGNT    | OJSC "Magnit"                               | 5,59 %         |
| MOEX    | Moscow Exchange                             | 1,65 %         |
| MSNG    | AO MOSENERGO                                | 0,15 %         |
| MTLR    | Mechel OAO                                  | 0,28 %         |
| MTLRP   | Mechel OAO, Pref.                           | 0,11 %         |
| MTSS    | MTS OJSC                                    | 2,71 %         |
| MVID    | Open Joint-Stock Company "Company "M.video" | 0,29 %         |
| NLMK    | NLMK                                        | 1,11 %         |
| NMTP    | PJSC "NCSP"                                 | 0,19 %         |
| NVTK    | JSC "NOVATEK"                               | 6,35 %         |
| PHOR    | PJSC "PhosAgro"                             | 0,80 %         |
| PIKK    | "PIK Group"                                 | 0,32 %         |
| PLZL    | PJSC Polyus                                 | 0,44 %         |
| POLY    | Polymetal International plc                 | 1,13 %         |
| ROSN    | Rosneft                                     | 3,96 %         |
| RSTI    | PJSC "Rosseti"                              | 0,23 %         |
| RTKM    | PJSC Rostelecom                             | 0,66 %         |
| RTKMP   | PJSC Rostelecom, Pref.                      | 0,09 %         |
| RUALR   | Rusal, RDR                                  | 0,58 %         |
| SBER    | Sberbank                                    | 13,97 %        |
| SBERP   | Sberbank, Pref                              | 1,03 %         |
| SNGS    | Surgutneftegas                              | 2,70 %         |
| SNGSP   | Surgutneftegas, Pref                        | 1,84 %         |
| TATN    | PJSC "TATNEFT"                              | 2,44 %         |
| TATNP   | PJSC "TATNEFT", Pref.                       | 0,32 %         |
| TRMK    | TMK                                         | 0,24 %         |
| TRNFP   | Transneft, Pref                             | 2,95 %         |
| UPRO    | PJSC "Unipro"                               | 0,30 %         |
| URKA    | Uralkali                                    | 0,30 %         |
| UWGN    | PJSC "RPC UWC"                              | 0,19 %         |
| VTBR    | JSC VTB Bank                                | 3,43 %         |
| YNDX    | Yandex N.V.                                 | 0,92 %         |